# Cyganka Aza
Cyganka Aza – fabularny film w reżyserii Artura Twardyjewicza z 1926 roku przez wytwórnię Diana-Film Poznań. Fabuła filmu jest oparta na motywach powieści Józefa Ignacego Kraszewskiego Chata za wsią.

## Fabuła
Tabor cygański rozbił obóz w pobliżu majątku Stawisko. Cyganka Aza wkrada się w łaski dziedzica tych ziem, pana Adama. Krzyżuje tym samym plany i burzy sieć intryg, jakimi próbują opleść Adama rządca jego dóbr i guwernantka jego siostry. Aza jednak źle się czuje w złotej klatce i porzuca osiadłe życie, powracając do taboru. Tam odnajduje swój prawdziwy obiekt fascynacji, młodego Cygana Tumrego. Ten jednak zakochuje się w dziewczynie ze wsi, pięknej Motrunie. Cyganie wraz z Azą odjeżdżają, a Tumry postanawia zostać przy swojej ukochanej i wziąć z nią ślub, do którego dochodzi dzięki protekcji dworu.
Ludzie ze wsi obracają się przeciw młodym, których spotykają teraz codzienne szykany. Żyją w biedzie, lecz udaje im się własnymi siłami zbudować na uboczu skromną chatę, rodzi im się dziecko. Zły na swoją córkę ojciec Motruny podpala domek, niszcząc cały dorobek młodych. Tymczasem niemogąca zapomnieć Tumrego Aza doprowadza do powrotu taboru do wsi. Cygan Tumry – przygnieciony bagażem nieszczęść – jest rozdarty między miłością do żony a pożądaniem Azy, między wolnym życiem w taborze a egzystencją we wsi, gdzie jest traktowany jak wróg. Próbuje popełnić samobójstwo. Porzuca żonę i wyrusza wraz z Cyganami. Widząc to, Motruna pada martwa.

## Obsada
- Władysław Bracki – cygan Tumry
- Irena Jedyńska – cyganka Aza
- Kazimiera Skalska – Motruna, dziewczyna ze wsi
- Ziemowit Starski – dziedzic Adam
- Zygmunt Chmielewski – Aprasz
- Antoni Piekarski – Janek
- A. Arsenjew – Łepiuk
- Tina Valen – Maryna
- Wanda Jurkiewiczowa – Fanny, guwernantka Wandy
- Lydia de Rogossa – Jaga
- Michał Melina – lokaj
- Mariusz Sas – Harasymowicz
- Iza Wiśniewska – Wanda, siostra dziedzica[1]